# Hyadesia sanjuanensis
Hyadesia sanjuanensis is een mijtensoort uit de familie van de Hyadesiidae. De wetenschappelijke naam van de soort is voor het eerst geldig gepubliceerd in 1989 door Fain & Ganning.